# Fonteintje

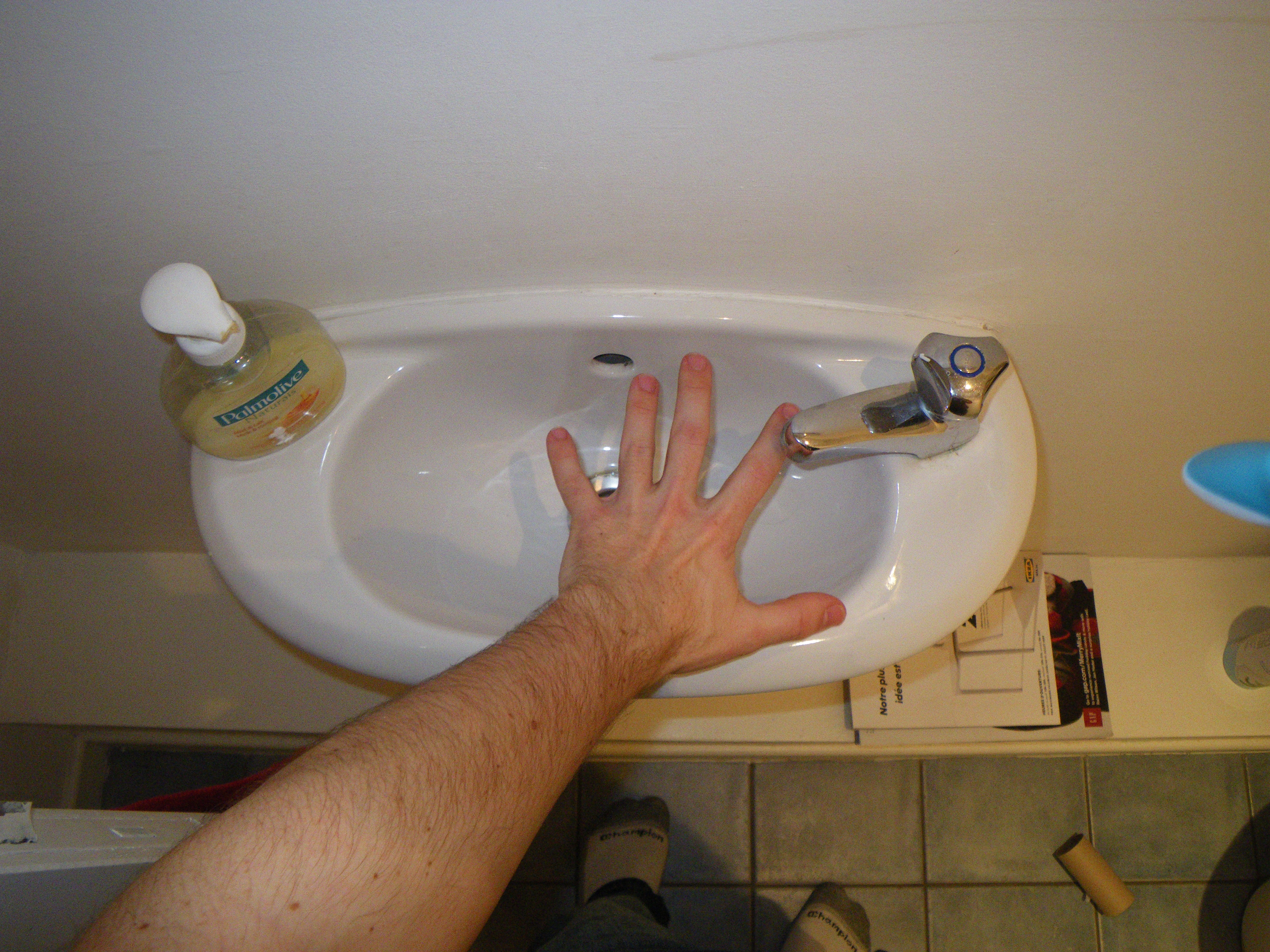
Een fonteintje

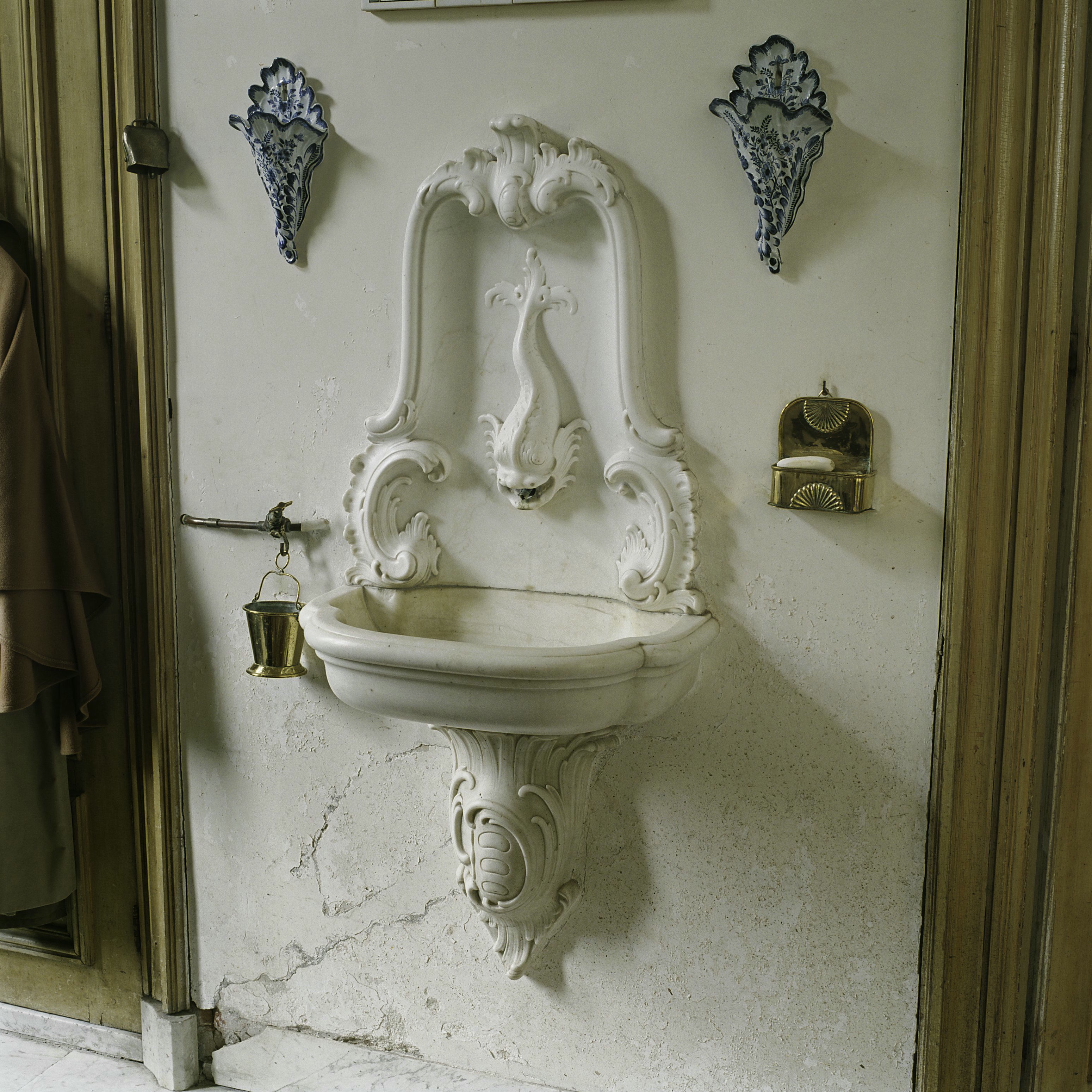
Fonteintje in de gang van Boschoord, een rijksmonument in Sint Nicolaasga

Een fonteintje is de benaming die gebruikt wordt voor een klein type wastafel. De naam is ontleend aan en tevens het verkleinwoord van het woord fontein, een installatie die water spuit.
In moderne woningen bevindt het fonteintje zich doorgaans in de kleine sanitaire ruimte waarin zich enkel het toilet bevindt. In oudere huizen kan een dergelijk klein waterpunt zich ook op andere plaatsen in het huis bevinden.
Fonteintjes treft men onder meer ook aan in werkplaatsen en in toiletruimtes van schepen, vliegtuigen en treinen. Reeds in de 19e eeuw kon men in de Verenigde Staten tijdens een treinreis zijn handen schoonmaken bij een fonteintje, na een bezoekje aan 'het gemak'.
De aanwezigheid van fonteintjes in Nederland was tot diep in de 20e eeuw eerder uitzondering dan regel. Doordat de plaatsing van een fonteintje op het toilet niet als een vereiste was opgenomen in de woningwet, werden enkel de nieuwbouwhuizen in de duurdere klasse van fonteintjes voorzien.

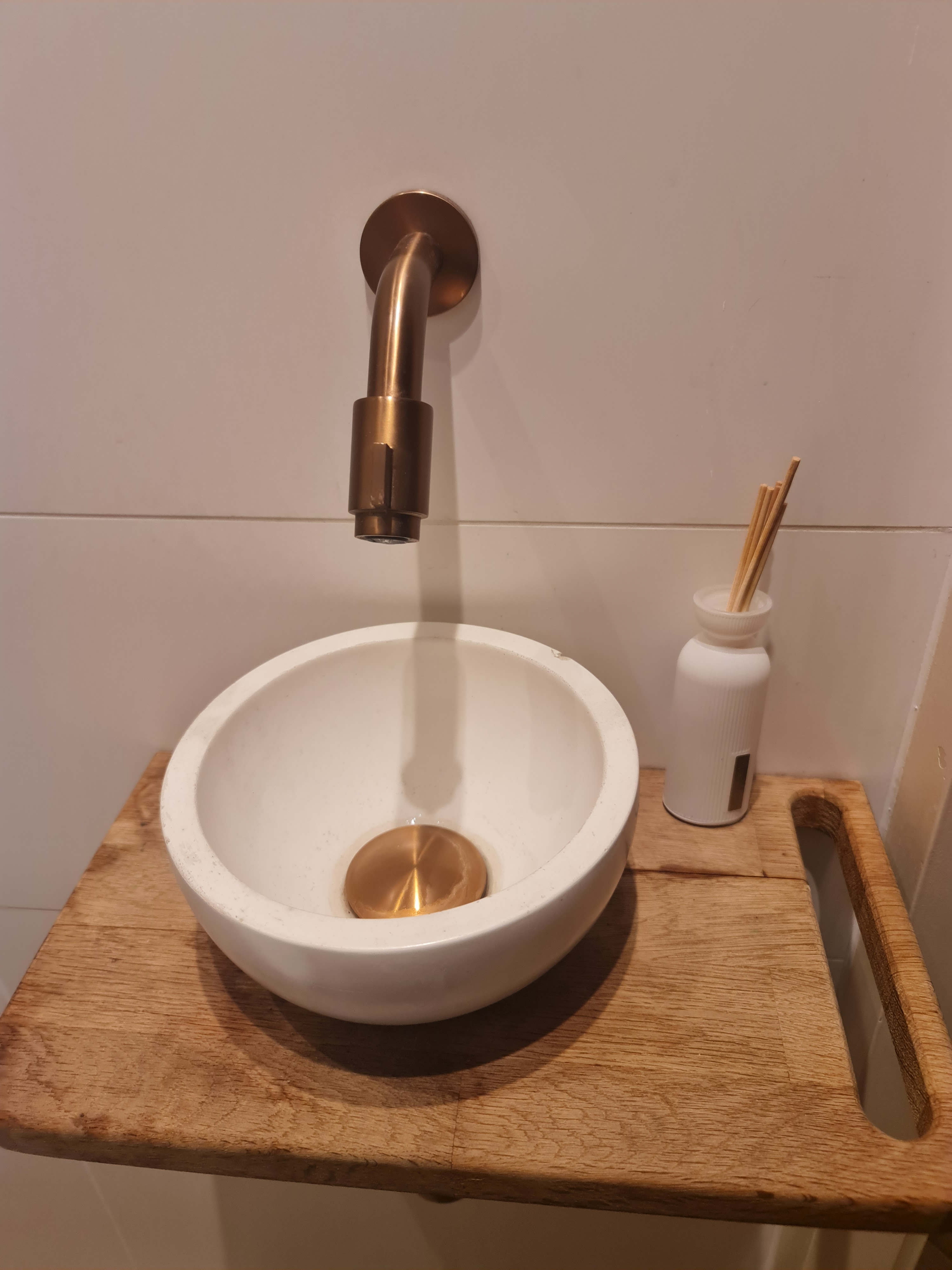
Fonteintje met handdoekrek in toiletruimte

Naast de traditionele lavabo's in het toilet, zijn er ook kleinere fonteinen die efficiënt gebruik maken van extra functionaliteiten zoals handdoekhouders en andere accessoires. Deze compacte, praktische oplossingen bieden zowel comfort als ruimtebesparing